# Thomas Schirren
Thomas Schirren (* 15. Juni 1965 in München) ist ein deutscher Altphilologe.

## Leben
Nach dem Abitur am Gymnasium Philippinum Marburg leistete Schirren von 1984 bis 1985 den Grundwehrdienst ab und studierte anschließend Klassische Philologie und Philosophie an den Universitäten Göttingen und München. Seit 1989 war er Stipendiat der Studienstiftung des Deutschen Volkes. Nach dem Examen 1991 begann er sein Promotionsprojekt Aisthesis vor Platon bei Dieter Bremer, ab 1994 als Promotionsstipendiat der Studienstiftung. Nach der Promotion (1996) wurde Schirren 1997 als wissenschaftlicher Assistent von Gert Ueding am Seminar für Allgemeine Rhetorik der Universität Tübingen angestellt. Von 1999 bis 2004 war er wissenschaftlicher Assistent für Gräzistik am Seminar für Klassische Philologie in Tübingen. Am 7. Dezember 2004 erhielt er die Venia legendi mit seiner Habilitationsschrift Philosophos Bios: Die antike Philosophenbiographie als symbolische Form, die 2005 in Heidelberg erschien. Nach einer Lehrstuhlvertretung für Gräzistik an der Universität Heidelberg im Sommersemester 2005 absolvierte er bis Januar 2007 das Referendariat in den Fächern Latein, Griechisch und Philosophie. Im Juli 2006 erhielt er einen Ruf auf den Lehrstuhl für Gräzistik an der Universität Salzburg (Nachfolge von Joachim Dalfen), dem er zum Sommersemester 2007 folgte.
Thomas Schirren ist seit 1993 mit der Archäologin Nadia J. Koch verheiratet. Er ist der Ururenkel von Carl Schirren.

## Forschung und Lehre
Schirrens wissenschaftlicher Schwerpunkt liegt auf der antiken Philosophie und Rhetorik, aber auch auf literaturtheoretischen Fragestellungen. Seit Ende 2007 hat er die Leitung des Büro des Rektorats – Rhetorik an der Universität Salzburg inne. Dort können Studierende aller Fächer Rhetorikkurse belegen und ein Zertifikatsprogramm absolvieren. Das Profil dieses Programms orientiert sich an dem Konzept Allgemeiner Rhetorik des gleichnamigen Institutes der Universität Tübingen.